# Пушкинская волость (Опочецкий уезд)
Пушкинская волость — административно-территориальная единица в составе Опочецкого уезда Псковской губернии РСФСР в 1924—1927 годах. Центром была слобода Тоболенец, переименованная Постановлением Президиума ВЦИК от 25 мая 1925 года в село Пушкинские Горы.
В рамках укрупнения дореволюционных волостей губернии, новая Пушкинская волость была образована в соответствии с декретом ВЦИК от 10 апреля 1924 года из упразднённых Воронецкой, части Полянской и части Матюшкинской волостей и разделена на сельсоветы: Гаринский, Зарецкий, Захинский, Михайловский, Полянский. В конце 1925 года образованы Белогульский и Позолотинский сельсоветы, в январе 1927 года — Русаковский сельсовет, в июне 1927 года — Загрязьевский и Федковский сельсоветы.
В рамках ликвидации прежней системы административно-территориального деления РСФСР (волостей, уездов и губерний), Пушкинская волость была упразднена в соответствии с Постановлением Президиума ВЦИК от 1 августа 1927 года, а её территория была передана в состав новообразованного Пушкинского района Псковского округа Ленинградской области.